# Mesabolivar tandilicus
Mesabolivar tandilicus is een spinnensoort uit de familie trilspinnen (Pholcidae). De soort komt voor in Argentinië.